# 오자이역
오자이역(일본어: 大在駅)은 일본 오이타현 오이타시에 있는 규슈 여객철도 닛포 본선의 역이다.

## 역 구조 및 승강장
단선 승강장 1면 1선과 섬식 승강장 1면 2선을 가지는 지상역. 서로의 승강장은 과선교로 연락하고 있다.
분테쓰 개발이 역 업무를 행하는 업무위탁역으로, 마르스는 없지만 POS 단말이 설치되어 있다. 2012년 이후엔, 이 역에 규슈 여객철도 IC카드 SUGOCA를 도입예정.
- 1번 승강장
  - 통과 열차 (상행 · 하행)
    - 대피가 없는 보통열차 (상행 · 하행)
      - 보통 열차끼리가 대피하는 경우의 하행 (사카노이치, 고자키, 우스키, 노베오카, 미나미노베오카, 미나미미야자키 방면)
- 2번 승강장
  - 보통 열차를 대피하는 열차 (상행 · 하행)
    - 보통 열차끼리가 대피하는 경우의 상행 (쓰루사키, 오이타, 가메가와, 히지, 오가, 나카야마가, 기쓰키, 야나기가우라, 고쿠라, 모지코 방면)
- 3번 승강장
  - 대피선 (상행 · 하행) - 임시열차 - 화물열차의 대피나 이역 시발의 일부열차
- 현 역사(3대째)로 개축 후는 액정 디스플레이식의 소형 발착 안내 표시기가 설치되어 있다.
- 2009년 3월의 운행 시간표 개정에 의해 특급 '소닉'이 상·하 각 2개 정차하게 되었다.
- 이른 아침 · 저녁에 이 역을 시발 · 종착으로 하는 보통열차 (상행 2개 · 하행 1개)가 설정되어 있다.
- 3번 선의 남쪽은 예전에 유치선이 부설되어 있었지만, 현재는 정지되었던 주차장 · 자전거 보관소로 되어 있다. 또한, 역의 남북을 연결하는 횡단교도 설치되었다.
  - 더욱이, 유치선에는 ED76형 전기 기관차, 50계 객차등이 유치되어 있다. 그 후, 대차가 부식해 현지로 해체철거되어, 사이키까지의 고속화에 수반해 1번선의 일선 스르화의 때에, 유치선에 이르는 분기선이 철거되었다.

## 이용 현황
- 2009년도의 1일 평균 승차 인원은 1,626명이다(전년도 비 + 27명).

| 승차인원추이 | 승차인원추이  |
| 연도         | 1일 평균 인수 |
| ------------ | ------------- |
| 2000         | 1,245         |
| 2001         | 1,203         |
| 2002         | 1,182         |
| 2003         | 1,230         |
| 2004         | 1,304         |
| 2005         | 1,415         |
| 2006         | 1,476         |
| 2007         | 1,526         |
| 2008         | 1,599         |
| 2009         | 1,626         |

## 역 주변
신흥 주택지가 대부분을 차지한다. 1980년대 전반까지는 참억새와 갈대가 완전히 메운 습지대가 맛조개 등을 채취하는 사람들로 번창하는 사빈까지 계속되고 있다. 현재 사빈은 임해공업 지대로 변화해 보는 그림자도 없다. 북서 - 남동방향으로 달리는 JR 닛포 선의 북쪽은 역의 겉으로 여겨진 남쪽은 뒤쪽으로 여겨진다.
- 오이타 시청 오자이 지소
- 일본문리대학

## 역사
- 1924년 11월 15일 : 철도성이 개업.
- 1987년 4월 1일 : 일본국유철도 분할 민영화에 의해 규슈 여객철도가 승계.
- 2003년 2월 1일 : 1번선의 1선 스루 운용개시.
- 2005년 3월 1일 : 역 서점 3대째 개축완공.
- 2009년 3월 14일 : 이 역으로 특급 '소닉'(사이키 역 발착) 2회 왕복 정차 개시.

## 인접 역
| 닛포 본선            | 닛포 본선   | 닛포 본선                    |
| -------------------- | ----------- | ---------------------------- |
| 쓰루사키 고쿠라 방면 | ■ 닛포 본선 | 사카노이치 가고시마추오 방면 |